# باشگاه فوتبال ماگدبورگ ۱
باشگاه فوتبال ماگدبورگ ۱ (انگلیسی: 1. FC Magdeburg) یک باشگاه فوتبال آلمانی واقع در شهرستان ماگدبورگ است که اکنون در بوندس‌لیگا ۲ حضور دارد.

## افتخارات

### اروپایی
- جام برندگان جام اروپا
  - قهرمان: ۷۴–۱۹۷۳

### لیگ
- لیگ برتر فوتبال آلمان شرقی: ۳
  - قهرمان: ۷۲–۱۹۷۱، ۷۴–۱۹۷۳، ۷۵–۱۹۷۴
- لیگ آلمان شرقی (II)
  - قهرمان: ۶۷–۱۹۶۶
- لیگ شمال شرقی فوتبال آلمان (IIقهرمان: ۱۵–۲۰۱۴
- لیگ برتر انجمن فوتبال شمال شرقی-جنوبی آلمان: ۳ (IV)
  - قهرمان: ۹۷–۱۹۹۶، ۰۱–۲۰۰۰، ۰۶–۲۰۰۵

### جام
- جام فدراسیون اتحاد آزاد تجاری آلمان: ۷ (رکورد، با دینامو درسدن به اشتراک گذاشته شده‌است)
  - قهرمان: ۱۹۶۴، ۱۹۶۵، ۱۹۶۹، ۱۹۷۳، ۱۹۷۸، ۱۹۷۹، ۱۹۸۳
- جام زاکسن-آنهالت: ۱۲ (رکورد)
  - قهرمان: ۱۹۹۳، ۱۹۹۸، ۲۰۰۰، ۲۰۰۱، ۲۰۰۳، ۲۰۰۶، ۲۰۰۷، ۲۰۰۹، ۲۰۱۳، ۲۰۱۴، ۲۰۱۷،  ۲۰۱۸،  ۲۰۲۲
  - نایب قهرمان: ۱۹۹۴، ۲۰۰۸، ۲۰۱۶

### دبل
- ۷۴–۱۹۷۳: لیگ و جام در جام